# بنارو فقیر بازار
بنارو فقیر بازار، روستایی در دهستان پیرسهراب بخش پیرسهراب شهرستان چابهار در استان سیستان و بلوچستان ایران است.

## جمعیت
بر پایه سرشماری عمومی نفوس و مسکن در سال ۱۳۹۵، جمعیت این روستا برابر با ۷۵ نفر (۲۵ خانوار) بوده‌است.